# حزب الوسط (ألمانيا)
حزب الوسط الألماني (Deutsche Zentrumspartei أو فقط Zentrum) هو حزب سياسي كاثوليكي ألماني، كان مؤثراً بشكل رئيسي خلال فترة الإمبراطورية الألمانية و‌جمهورية فايمار. يطلق عليه أحياناً حزب الوسط الكاثوليكي. تأسس الحزب عام 1870 وناضل بنجاح ضد العلمنة التي أطلقها المستشار أوتو فون بسمارك في بروسيا للحد من قوة الكنيسة الكاثوليكية. خلال فترة قصيرة فاز بربع مقاعد الريخستاغ (برلمان الإمبراطورية)، وكان لمواقفه الوسطية في العديد من المسائل دور مؤثر في تشكيل الأغلبيات.
في الأيام الأولى لجمهورية فايمار، كان حزب الوسط ثاني أكبر حزب في الريخستاغ. بعد حريق الرايخستاغ في بدايات 1933، صوت حزب الوسط لصالح قانون التمكين الذي منح أدولف هتلر صلاحيات ديكتاتورية. بهذا التصويت، حل حزب الوسط نفسه، على اعتبار أن الحزب النازي أصبح الحزب القانوني الوحيد في ألمانيا بعد ذلك.
بعد الحرب العالمية الثانية، تم إعادة تاسيس الحزب، ولكنه لم يستطع أن يرتقي إلى أهميته السابقة، على اعتبار أن معظم أعضائه انضموا إلى حزب الاتحاد الديمقراطي المسيحي (CDU) الجديد. كان حزب الوسط ممثلاً في البرلمان الألماني حتى العام 1957. حالياً هو حزب هامشي، متواجد بشكل رئيسي في شمال الراين-وستفاليا.